# Hutu
|                                      | Dieser Artikel wurde im Portal Ruanda zur Verbesserung eingetragen. Hilf mit, ihn zu bearbeiten, und beteilige dich an der Diskussion! |
| Vorlage:Portalhinweis/Wartung/Ruanda | |

Die Hutu sind eine Bantu-Ethnie in Ostafrika und stellen in Ruanda und Burundi die Bevölkerungsmehrheit. Etwa 85 Prozent der Ruander und der Burundier gelten als Hutu.
In vorkolonialer Zeit gab es in Ruanda und Burundi ein Nebeneinander der Ethnien der Tutsi, Hutu und Twa. Während die Tutsi überwiegend Viehzüchter waren und die Twa als Jäger und Sammler lebten, betrieben die Hutu vornehmlich Landwirtschaft, außerdem regional Jagd, Bienenzucht und Fischfang.

## Konflikt zwischen Hutu und Tutsi
Der Konflikt zwischen den beiden Ethnien reicht weit zurück. Zugleich ist die ethnische Abgrenzung zwischen Hutu und Tutsi schwierig. Zwar ließen sich bereits vor dem Völkermord in Ruanda klare Abgrenzungen zwischen beiden Gruppen erfassen, etwa im Heiratsverhalten, in bestimmten kulturellen Praktiken (bei Hutu etwa die Vermeidung von Milch und die Bevorzugung von Hammelfleisch als Nahrung und im Gegensatz zu Tutsi fehlende Sprachtabus) und in der jeweiligen Selbstwahrnehmung. Zugleich teilen beide eine Sprache, das Kinyarwanda, sowie verschiedene Rituale und mündlich weitergegebene Erzählungen. Genetische Analysen lassen darauf schließen, dass gemeinsame Nachkommen zwischen Tutsi und Hutu schon weit vor der klaren Unterscheidung beider Gruppen im 19. Jahrhundert selten waren. Demnach besteht eine größere Nähe der Hutu zu den Bantuvölkern und der Tutsi zu Völkern des Afroasiatischen Sprachraums.
Wesentliches Unterscheidungskriterium zwischen Tutsi und Hutu war und ist deren wirtschaftliche Betätigung. Archäologische Funde aus Ruanda lassen von spätestens dem 17. Jahrhundert an auf eine starke wirtschaftliche Ausdifferenzierung der Volksgruppen nach Ackerbau, Pastoralismus und Wildbeutertum erkennen. Während mit Tutsi ab dem 17. Jahrhundert eine Oberschicht unter den Pastoralisten beschrieben wird, lässt sich der Begriff Hutu erst ab der Mitte des 18. Jahrhunderts fassen. Er bezeichnete damals die Träger von Waffen und Ausrüstung, die im Rahmen militärischer Auseinandersetzungen den Tutsi als eigentlichen Kämpfern beigegeben waren. Diese Unterscheidung scheint sich in den folgenden Jahrzehnten verstetigt und vertieft zu haben. So wurde 1870 den Hutu eine Art Frondienst auferlegt, von denen die Herdenhalter ausgenommen waren. Für das späte 19. Jahrhundert lässt sich auch eine striktere Trennung der Heiratsnetzwerke zwischen den beiden Volksgruppen nachweisen. Im späteren Königreich Ruanda definierte sich die Zugehörigkeit zur Gruppe der Hutu sowohl wirtschaftlich als Schicht der Ackerbauern als auch ethnisch. Der Status wurde in der Regel vererbt, aber auch Angehörige der Hutu konnten in Einzelfällen bei großem Rinderbesitz den Status eines Tutsi erreichen. Umgekehrt konnten Tutsi durch den Verlust ihrer Herden zu Hutu werden.
Die heute verbreitete Auffassung der Volkszugehörigkeit und der strikten ethnischen Unterscheidung von Tutsi und Hutu beruht vor allem auf Zuschreibungen während der deutschen und belgischen Kolonialzeit vom Ende des 19. Jahrhunderts an. In diesem Rahmen erhielten Tutsi Leitungsaufgaben innerhalb der Kolonie, was auch der vorherigen Gesellschaftsordnung entsprach. Diese Handhabung wurde durch phänotypologisch zugeschriebene Körpermerkmale und die Hamitentheorie gestützt, der zufolge die Tutsi entweder aus Richtung Ägypten oder vom Horn von Afrika eingewandert seien und durch ihre genetische Nähe zu den Hamiten „höherwertig“ seien. Die Erzählung von den eingewanderten Tutsi hat sich zum Teil bis in die Gegenwart gehalten. Als wohlhabende Viehzüchter waren die Tutsi im 19. Jahrhundert damit maßgeblich am Aufbau der staatlichen Strukturen beteiligt, während die Ackerbau treibenden Hutu traditionellen Lebensformen verhaftet blieben und damit die Unterschicht bildeten. 1959 bekleideten Tutsi in Ruanda-Urundi 43 von 45 höheren Posten in der Verwaltung.
Nach Ruandas Unabhängigkeit 1962 wurden jedoch Angehörige der Bevölkerungsmehrheit der Hutu zur herrschenden Gruppe (84 Prozent der damals 7,4 Millionen Ruander), die bis dahin die Unterschicht gestellt hatte und errang die Macht und vertrieb Hunderttausende Tutsi. Es gab über 500.000 Flüchtlinge, die vor allem innerhalb Afrikas blieben, während etwa 30.000 nach Übersee auswanderten.
Diese historische Entwicklung ist eine der mittelbaren Ursachen für ethnische Konflikte in Ruanda, der Demokratischen Republik Kongo und Burundi.
Der Konflikt zwischen Hutu und Tutsi führte 1994 zum Völkermord in Ruanda einschließlich des Massakers von Nyarubuye sowie mehreren Völkermorden in Burundi.

## Bekannte Hutu
- Jean-Baptiste Gatete, ruandischer Kriegsverbrecher
- Juvénal Habyarimana, ehemaliger ruandischer Präsident